# Edgecliff Village
Edgecliff Village es un pueblo ubicado en el condado de Tarrant en el estado estadounidense de Texas. En el Censo de 2010 tenía una población de 2.776 habitantes y una densidad poblacional de 884,34 personas por km².

## Geografía
Edgecliff Village se encuentra ubicado en las coordenadas 32°39′22″N 97°20′26″O / 32.65611, -97.34056. Según la Oficina del Censo de los Estados Unidos, Edgecliff Village tiene una superficie total de 3.14 km², de la cual 3.14 km² corresponden a tierra firme y (0%) 0 km² es agua.

## Demografía
Según el censo de 2010, había 2.776 personas residiendo en Edgecliff Village. La densidad de población era de 884,34 hab./km². De los 2.776 habitantes, Edgecliff Village estaba compuesto por el 72.62% blancos, el 12.18% eran afroamericanos, el 0.58% eran amerindios, el 2.41% eran asiáticos, el 0.14% eran isleños del Pacífico, el 9.22% eran de otras razas y el 2.85% pertenecían a dos o más razas. Del total de la población el 26.33% eran hispanos o latinos de cualquier raza.